# Robert Kotulla
Robert Kotulla (* 1968 in Berlin) ist ein deutscher Schauspieler, Synchronsprecher, Dialogbuchautor, Dialogregisseur, sowie Hörspielsprecher, der für seine Arbeit an deutschen Krimis und Dramen bekannt ist. Als Sprecher ist er besonders als die deutsche Stimme von Gaara aus der Animeserie Naruto und Allen Haff aus Auction Hunters bekannt.

## Biografie
Kotulla wurde in Berlin geboren, wo er auch aufwuchs.
Von 1995 bis 1999 besuchte er die Hochschule für Musik und Theater Hamburg. Er und sein Studienjahrgang erhielten für „Pioniere in Ingolstadt“ den Ensemblepreis beim Schauspielschultreffen in München. Nach seinem Abschluss spielte er Theater in Lübeck und am Theater für Kinder in Hamburg. Er hatte mehrere Fernsehauftritte in Serien wie Großstadtrevier und Stubbe.
Im Jahr 2003 ging er ans Imperial Theater.

## Theater
| Jahr      | Stück                        | Rolle                  | Regie              | Theater                                   |
| --------- | ---------------------------- | ---------------------- | ------------------ | ----------------------------------------- |
| 2010      | Rufmord                      | Carl Jennings          | Frank Thannhäuser  | Imperial Theater, Hamburg                 |
| 2009      | Der Engel des Schreckens     | Inspektor Alan Wembury | Frank Thannhäuser  | Imperial Theater, Hamburg                 |
| 2008      | Der schwarze Abt             | Harry Chelford         | Frank Thannhäuser  | Imperial Theater, Hamburg                 |
| 2007      | Der grüne Bogenschütze       | Spike Holland          | Frank Thannhäuser  | Imperial Theater, Hamburg                 |
| 2006–2007 | Der Unheimliche              | Mark Ford              | Carolanne Weidle   | Imperial Theater, Hamburg                 |
| 2005–2006 | Der Hexer                    | Allan Wembury          | Carolanne Weidle   | Imperial Theater, Hamburg                 |
| 2005–2006 | Gaslicht                     | Jack Manningham        | Carolanne Weidle   | Imperial Theater, Hamburg                 |
| 2004–2005 | Der Rächer                   | William Holbrook       | Carolanne Weidle   | Imperial Theater, Hamburg                 |
| 2004      | Das indische Tuch            | Inspektor Tanner       | Carolanne Weidle   | Imperial Theater, Hamburg                 |
| 2003–2004 | Die Mausefalle               | Trotter                | Carolanne Weidle   | Imperial Theater, Hamburg                 |
| 2003      | Blut                         | Junge                  | Helmut Strauss     | Hamburger Kammerspiele                    |
| 2003      | Todesfalle                   | Clifford               | Carolanne Wright   | Imperial Theater, Hamburg                 |
| 2001      | Der kugelrunde Roberto       | Mister Schiethatschi   | Roman Hovenbitzer  | Theater für Kinder, Hamburg               |
| 1999      | Peterchens Mondfahrt         | Peterchen              | Andreas Strähnz    | Theater Lübeck                            |
| 1999      | Don Juan kommt aus dem Krieg | Don Juan               | Roland Schäfer     | Hochschule für Musik und Theater, Hamburg |
| 1998      | Pioniere in Ingolstadt       | Feldwebel, Zeck, Jäger | Jutta Hoffmann     | Hochschule für Musik und Theater, Hamburg |
| 1998      | Was ihr wollt                | Fabian                 | Branko Simic       | Hochschule für Musik und Theater, Hamburg |
| 1997      | Medea                        | Jason                  | Christoph Diem     | Zeisehallen Hamburg                       |
| 1996      | Kolik                        | Monolog                | Christoph Diem     | Zeisehallen Hamburg                       |
| 1996      | Ein Sommernachtstraum        | Elfe                   | Jens-Daniel Herzog | Thalia Theater Hamburg                    |
| 1995      | Sophies Nacht                | Roomservice-Boy        | Anette Steinert    | Off-Theater Berlin                        |

## Filmografie

### Filme
- 1994: Der Teppich
- 1997: Gotta Go
- 1999: Verbotenes Verlangen – Ich liebe meinen Schüler
- 2000: Lost Property
- 2002: Problemzone Mann
- 2002: Freelancer
- 2002: Wie der Euro erfunden wurde
- 2003: Mehr als alles
- 2003: Das menschliche Elend
- 2004: Sceenplayer
- 2007: Controlled Flight into Terrain
- 2008: U1
- 2008: Limbus
- 2010: Autonom
- 2016: Haftpflichthelden

### Serien
| Jahr      | Serie               | Folge                                | Rolle                   |
| --------- | ------------------- | ------------------------------------ | ----------------------- |
| 1997–2003 | Männer vom K3       | Tod eines Festmachers Harrys Pech    | Romeo junger Polizist   |
| 1994–2018 | Bella Block         | Blinde Liebe                         | Unfallarzt              |
| seit 1986 | Großstadtrevier     | Königskinder Der Engel von St. Pauli | Tankwart Phantom        |
| 1995–2013 | Stubbe              | Unschuldsengel Schwarze Schafe       | Giorgio KTU-Mitarbeiter |
| Seit 1970 | Tatort              | Mann über Bord                       | Spurensicherer Menzel   |
| 1997–2007 | Die Rettungsflieger | Für immer und ewig                   | Gregor Classen          |
| 2006–2011 | Da kommt Kalle      | Unfallgefahr                         | Norbert Pohlmann        |

## Sprechrollen

### Anime
| Jahr      | Serie                            | Rolle                   | Notizen              |
| --------- | -------------------------------- | ----------------------- | -------------------- |
| 2002–2007 | Naruto                           | Gaara                   |                      |
| 2004      | Rumble                           | Fuyuki Takeichi         |                      |
| 2006–2008 | D.Gray-Man                       | Lenny                   | Folge 29 & 30        |
| 2006–2018 | Gintama                          | Tatsuma Sakamoto        |                      |
| 2007–2017 | Naruto Shippūden                 | Samurai Nummer #1 Gaara | Staffel 12 Folge 272 |
| 2008–2009 | Soul Eater                       | Death the Kid Crona     |                      |
| 2011–2012 | Cross Fight B-Daman              | Novu Moru               |                      |
| 2013–2014 | Glitter Force Doki Doki          | Riva                    |                      |
| 2013–2014 | Strike the Blood                 | Rudolf Eustach          |                      |
| 2014–2015 | Noragami                         | Ebisu                   | Folge 19–25          |
| 2014–2021 | Seven Deadly Sins                | Ritter                  | Folge 02             |
| 2016      | Pokémon Generationen             | Team Magma Rüpel        | Folge 07             |
| 2017      | Cyborg 009: Call of Justice      | Great Britain           |                      |
| 2019–2021 | Bungo Stray Dogs                 | Ougai Mori              | Staffel 1–3 Film     |
| 2025      | Panty & Stocking with Garterbelt | Corset                  |                      |

### Animationen
| Jahr      | Serie                            | Rolle                              | Notizen             |
| --------- | -------------------------------- | ---------------------------------- | ------------------- |
| Seit 1984 | Thomas & seine Freunde           | Kevin                              |                     |
| 2005      | Transformers Cybertron           | Red Alert                          |                     |
| 2007–2009 | Storm Hawks                      | Finn                               |                     |
| 2008–2015 | Chuggington – Die Loks sind los! | Super-Lok                          |                     |
| Seit 2011 | Bob's Burgers                    | Phillip Frond Mitarbeiter der Bank | Staffel 02 Folge 02 |
| Seit 2014 | Tashi                            | Tashi                              |                     |
| 2015      | H2O – Abenteuer Meerjungfrau     | Bobby                              |                     |
| 2016      | Bobby und Bill                   | Rocky                              |                     |
| 2016–2017 | Die Welt der Winx                | Schamane                           |                     |

### Fernsehserien
| Jahr      | Serie                                       | Rolle                                | Notizen                                 |
| --------- | ------------------------------------------- | ------------------------------------ | --------------------------------------- |
| 2001–2009 | McLeods Töchter                             | Constable Karl Ashworth Dylan Abbott | Staffel 02 Folge 12 Staffel 04 Folge 11 |
| 2002–2008 | Hautnah – Die Methode Hill                  | Frank DI Morris                      | Staffel 06 Folge 04 Staffel 05 Folge 03 |
| 2004–2012 | Dr. House                                   | Fred                                 | Staffel 04 Folge 09                     |
| 2007      | Elizabeth Gaskell's Cranford                | Jem Hearne                           |                                         |
| 2007      | Fanny Hill                                  | Mr. Norbert                          |                                         |
| 2008–2011 | Elephant Princess – Zurück nach Manjipoor   | Senq                                 |                                         |
| 2008      | Little Dorrit                               | Arthur Clennam                       |                                         |
| 2009      | Die Besatzer                                | Lee Hibbs                            |                                         |
| 2009      | Elizabeth Gaskell's Cranford – Die Rückkehr | Jem Hearne                           |                                         |
| 2010–2015 | Auction Hunters – Zwei Asse machen Kasse    | Allen Haff                           |                                         |
| 2011–2014 | Undercover                                  | Sasho Sandov                         |                                         |
| 2012–2016 | The Hollow Crown                            | Gärtners Assistent                   | Staffel 01 Folge 01                     |
| 2012–2021 | Line of Duty                                | Buckells                             |                                         |
| 2014–2017 | 19-2                                        | Dan Malloy Jerome Begin              | Staffel 01–02 Staffel 01 Folge 05       |
| 2014–2015 | Chasing Life                                | Graham                               |                                         |
| 2014–2018 | Girlfriends' Guide to Divorce               | Max                                  |                                         |
| 2014–2015 | The Knick                                   | Phillip Showalter                    | Staffel 01 Folge 06                     |
| 2014–2016 | Marco Polo                                  | Kanzler Jia Sidao                    |                                         |
| 2014–2015 | Strange Empire                              | Joseph Pike Brady                    | Staffel 01 Folge 10                     |
| 2017      | Master of None                              | Eddie                                | Staffel 02 Folge 06                     |
| Seit 2015 | Die Nachtwache                              | Vega                                 |                                         |
| 2015–2019 | Unbreakable Kimmy Schmidt                   | Logan Beekman                        |                                         |
| 2016–2023 | The Crown                                   | Porchey                              |                                         |
| Seit 2016 | Slasher                                     | Alan (jung)                          | Staffel 01 Folge 09                     |
| 2022      | Paper Girls                                 | Larry Radakowski                     |                                         |

### Filme
| Jahr | Film                                                           | Rolle                   |
| ---- | -------------------------------------------------------------- | ----------------------- |
| 1972 | Quäle nie ein Kind zum Scherz                                  | Lieutenant              |
| 1998 | Sturm über Mississippi                                         | Lieutenant              |
| 2001 | Das Rennrad                                                    | Claude Lambert          |
| 2004 | Battle of The Brave – Vereint euch und kämpft!                 | Le Bigot                |
| 2005 | Naruto: The Movie 2 - Die Legende des Steins von Gelel         | Gaara                   |
| 2006 | Wide Sargasso Sea                                              | Daniel                  |
| 2007 | Battle in Seattle                                              | Johnson                 |
| 2008 | Alphabet Killer                                                | Det. Stephen Harper     |
| 2008 | Babysitter Wanted                                              | Rick                    |
| 2008 | Miss Austen Regrets                                            | Dr. Charles Haden       |
| 2008 | Wahre Macht - Tagebuch eines Serienkillers                     | James                   |
| 2009 | Before You Say 'I Do'                                          | Harvey Blinton          |
| 2009 | Naruto Shippuden: The Movie - Die Erben des Willens des Feuers | Gaara                   |
| 2010 | Willkommen bei den Rileys                                      | Jay-Jay                 |
| 2011 | Cycle Kick                                                     | Deva                    |
| 2011 | Thor - Ein hammermäßiges Abenteuer                             | Sindri                  |
| 2012 | Empire of War - Der letzte Widerstand                          | Chen Bulei              |
| 2012 | Into the Dark                                                  | Adam                    |
| 2012 | Phoenix Wright - Ace Attorney                                  | Phoenix Wright          |
| 2013 | 20 Minutes - The Power of Few                                  | Shamu                   |
| 2013 | Gintama: The Movie 2                                           | Tatsuma Sakamoto        |
| 2013 | Kristin's Christmas Past                                       | Jamie                   |
| 2013 | Linda's Child                                                  | Thomas                  |
| 2013 | Officer Down: Dirty Copland                                    | Angel / Det. Logue      |
| 2014 | Coffee Shop - Liebe to go                                      | Kevin                   |
| 2014 | Draft Day                                                      | Jeff Carson             |
| 2014 | The Last: Naruto the Movie                                     | Gaara                   |
| 2014 | Leprechaun: Origins                                            | Francois                |
| 2014 | North & South - Die Schlacht bei New Market                    | Captain Henry A. DuPont |
| 2014 | When Sparks Fly                                                | Andy Nelson             |
| 2015 | Bon Bini Holland                                               | Patrick van Zuydewijn   |
| 2015 | Bone Tomahawk                                                  | Purvis                  |
| 2015 | Boruto: Naruto the Movie                                       | Gaara                   |
| 2015 | Böses Blut                                                     | Oscar Marcus            |
| 2015 | Jazbaa                                                         | Miyaaz Shaikh           |
| 2015 | Lethal Warrior                                                 | Ko                      |
| 2015 | Ooops! Die Arche ist weg...                                    | Verhedderfuß            |
| 2015 | Die Schneekönigin                                              | Yaleko                  |
| 2015 | Vendetta                                                       | Lester                  |
| 2016 | Die Legende des Ben Hall                                       | Inspektor Davidson      |
| 2016 | Marauders - Die Reichen werden bezahlen                        | Andrews                 |
| 2016 | Shakespeare für Anfänger                                       | Moderator               |
| 2017 | Once Upon a Time in Venice                                     | Lew                     |
| 2017 | Small Crimes                                                   | Junior Vassey           |

### Hörspiele
| Serie                         | Folge                                       | Rolle            |
| ----------------------------- | ------------------------------------------- | ---------------- |
| Bob der Baumeister            | Baggis Seerettung                           | David Mocker     |
| Conni                         | Conni bekommt eine Katze                    | Verkäufer        |
| Das Z-Team                    | Ein intergalaktisches Tor                   | Ralf Raffers     |
| Die Arwinger                  | Kind des Pestschiffes                       | Blutsäufer       |
| Die Arwinger                  | Johann Schleicher                           | Blutsäufer       |
| Die drei !!!                  | Skaterfieber                                | Georg            |
| Die drei ???                  | Schüsse aus dem Dunkel                      | John Davis       |
| Die drei ???                  | Geisterbucht                                | Sanitäter (C)    |
| Die Elfen                     | Firnstayns Kinder                           | Wächter          |
| Die Teufelskicker             | Die Teufels-Kocher!                         | Herr Laubmühlen  |
| Die Teufelskicker             | Freundschaft in Gefahr                      | Herr Laubmühlen  |
| Die Teufelskicker             | Gipfelstürmer                               | Herr Laubmühlen  |
| Die Teufelskicker             | Eigentor für Moritz                         | Herr Laubmühlen  |
| Dorian Hunter                 | Im Labyrinth des Todes                      | Frederic de Buer |
| Dorian Hunter                 | Wolfshochzeit                               | Frederic de Buer |
| Dorian Hunter                 | Jagd nach Paris                             | Frederic de Buer |
| Kai Meyers Brüder Grimm       | Die Winterprinzessin                        | ...              |
| Mord in Serie                 | Todgeweiht - Die Lazarus-Verschwörung       | Magnus de Vries  |
| Mord in Serie                 | Gier                                        | Remus Kroll      |
| Mord in Serie                 | Was sich liebt, das killt sich              | Kneipengast      |
| Offenbarung 23                | Das brisanteste Paket der Welt              | 1. Pilot 757     |
| Offenbarung 23                | The Mad Scientists                          | Steven           |
| Peter Lundt                   | und die Stunden bis Helsinki                | Veli Saarinen    |
| Team Undercover               | Angst um Odysseus                           | Dr. Gerd Zeis    |
| The SATCHMO Trilogy           | Der Zombie aus Rottweilertown               | CY               |
| The SATCHMO Trilogy           | Bronco Bullcox und der dickflüssige Pfarrer | CY               |
| The SATCHMO Trilogy           | Auf dem Planeten Tourette                   | CY               |
| The SATCHMO Trilogy           | Bethleham                                   | CY               |
| The SATCHMO Trilogy           | The Beginning                               | CY               |
| Thomas, die kleine Lokomotive | Das tollste Geschenk                        | Kevin            |
| Thomas, die kleine Lokomotive | Rutschiges Sodor                            | Kevin            |
| Thomas, die kleine Lokomotive | Das große Blumendurcheinander               | Kevin            |
| Thomas, die kleine Lokomotive | Das Plitsch-Platsch-Nass-Spiel              | Kevin            |
| TKKG                          | Angst auf der Autobahn                      | Dennis Blotz     |

### Videospiele
| Jahr | Titel                            | Rolle                      |
| ---- | -------------------------------- | -------------------------- |
| 2009 | Saboteur                         | zusätzliche Stimmen        |
| 2012 | Mass Effect 3                    | zusätzliche Stimmen        |
| 2013 | Dark                             | zusätzliche Stimmen        |
| 2017 | Prey                             | zusätzliche Stimmen        |
| 2017 | Wolfenstein II: The New Colossus | Feindlicher Soldat Ansager |
| 2025 | Valorant                         | Tejo                       |